# 스툴만황금두더지
스툴만황금두더지(Chrysochloris stuhlmanni)는 황금두더지과에 속하는 포유류의 일종이다. 카메룬과 콩고민주공화국, 케냐, 탄자니아 그리고 우간다에서 발견된다. 자연 서식지는 아열대 또는 열대 기후 지역의 습윤 산지 숲과 고지대 관목지대, 지중해형의 관목 식생 지역, 건조한 저지대 초원, 고지대 초원, 경작지 그리고 목초지 등이다.